# Zeta Arae
Zeta Arae (ζ Ara) es una estrella de magnitud aparente +3,13. Situada en la constelación de Ara, es la tercera estrella más brillante de la misma después de β Arae y α Arae.
Aunque no tiene nombre propio habitual, en China es conocida, junto a δ Arae, como Tseen Yin, «el cielo oscuro».
Se encuentra a 486 años luz de distancia del sistema solar.
Zeta Arae es una gigante naranja de tipo espectral K3III.
Con una temperatura superficial de 4350 K, es notablemente luminosa, siendo su luminosidad equivalente a la de 4920 soles.
Parece estar oscurecida por polvo interestelar, pese a que no debería de estarlo de forma significativa si únicamente se considera la distancia a la que se encuentra.
De gran tamaño, tiene un radio —calculado a partir de la medida de su diámetro angular— 128 veces más grande que el radio solar.
Zeta Arae es una estrella masiva con unas seis masas solares que, en la fase final de su evolución estelar, dará lugar a una enana blanca masiva comparable a Sirio B.
Actualmente es una estrella estable que fusiona su helio en carbono y oxígeno.
Muestra una metalicidad —abundancia relativa de elementos más pesados que el helio— considerablemente inferior a la del Sol ([Fe/H] = -0,40).